# Survive Said The Prophet
I Survive Said The Prophet  (サバイブ・セッド・ザ・プロフェット?, Sabaibu seddo za purofetto) sono un gruppo rock giapponese.

## Formazione

### Formazione attuale
- Yosh (Yoshiya Morita, Tokyo, 4 giugno) – voce (2011–presente)
- Tatsuya (Tatsuya Kato, Sendai, 11 luglio) – chitarra elettrica, cori (2011–presente)
- Ivan (Ivan Kwong, Hong Kong, 25 ottobre) – chitarra elettrica, cori (2011–presente)
- Show (Machida, 21 novembre) – batteria, cori (2016–presente)

### Ex componenti
- Takuya Suzuki – chitarra elettrica
- Kei Tatsuno – batteria
- Yuki Hanazawa – basso
- Yudai (Yudai Kato, Sendai, 6 gennaio) – basso e screamo (2011–2021)

## Discografia

### Album in studio
- 2015 – Course Of Action
- 2016 – Fixed
- 2017 – Wabi Sabi
- 2018 – s p a c e [s]
- 2020 – Inside Your Head
- 2021 - To Redefine / To Be Defined
- 2022 - Hateful Failures

### EP
- 2011 – Survive Said The Prophet
- 2015 – As Life

### Singoli
- 2011 – Let Us Party
- 2012 – California With April
- 2014 – COCOON
- 2014 – MeIaM
- 2016 – Let it Die
- 2018 – NE:ONE/HI LOW
- 2018 – To Whom
- 2018 – found & lost
- 2018 – RED
- 2019 – Common Sense
- 2019 – Things Unsaid
- 2019 – Closure
- 2019 – Heroine
- 2019 – Bridges
- 2019 – 3 a.m.
- 2019 – Never; Saying Never
- 2019 – Last Dance Lullaby
- 2019 – Mukanjyo

### Collaborazioni
- 2017 – Listening (Survive Said The Prophet feat. Tielle)
- 2018 – To Whom (Supper Moment feat. Survive Said The Prophet)

## Videografia
- 2014 – Mirror
- 2014 – If You Really Want To
- 2015 – Subtraction
- 2015 – Ashes, Ashes
- 2016 – Follow
- 2016 – Tierra
- 2016 – Fool's gold
- 2017 – Spectrum
- 2017 – Network System
- 2017 – When I
- 2018 – NE:ONE
- 2018 – Ne:One / Hi | Lo
- 2018 – found & lost
- 2018 – Right and Left
- 2018 – To Whom (Supper Moment feat. Survive Said The Prophet)
- 2019 – S P I N E
- 2019 – Mukanjyo
- 2019 – Bridges
- 2020 – Inside Your Head
- 2021 – 3 a.m.